# Tau8 Eridani
Título a ser usado para criar uma ligação interna é Tau8 Eridani.
Tau8 Eridani (33 Eridani) é uma estrela na direção da constelação de Eridanus. Possui uma ascensão reta de 03h 53m 42.68s e uma declinação de −24° 36′ 44.0″. Sua magnitude aparente é igual a 4.64. Considerando sua distância de 385 anos-luz em relação à Terra, sua magnitude absoluta é igual a −0.72. Pertence à classe espectral B5V. É uma estrela variável SX Arietis.